# ガストン・メルロ
ドー・メルロ（ベトナム語: Đỗ Merlo）ことセバスティアン・ガストン・メルロ（スペイン語: Sebastián Gastón Merlo、1985年1月26日 - ）は、アルゼンチン・コルドバ州ホビタ出身のプロサッカー選手。

## 経歴
2009年、ベトナムのSHBダナンFCに移籍した。2009シーズンはVリーグで15ゴールを決めて得点王に輝き、ダナンもVリーグとベトナム・カップの2冠を達成した。2011シーズンまで3シーズン連続で得点王に輝いた。2014年に膝の手術を受け、クラブを退団してアルゼンチンに帰国した。
2016年、ベトナム遠征を行った横浜FCとの親善試合でゴールを決めるなどアピールに成功し、SHBダナンに復帰した。
2017年6月5日、ベトナム国籍を取得した。ベトナム名はドー・メルロ（Đỗ Merlo）。

## タイトル

### クラブ
- Vリーグ：2回
  - 2009, 2012
- ベトナム・カップ：1回
  - 2009

### 個人
- Vリーグ 得点王：4回
  - 2009, 2010, 2011, 2016
- Vリーグ 最優秀外国人選手：3回[2]
  - 2009, 2010, 2011